# Joseph Stilwell
Joseph Warren Stilwell (19. března 1883 Palatka, USA – 12. října 1946 San Francisco) byl generálem americké armády. Za první světové války sloužil jako zpravodajský důstojník na západní frontě a během druhé světové války sloužil na dálném východě. Jakožto spolupracovník generalissima Čankajška a americký vojenský atašé v Číně pomáhal s výcvikem a vyzbrojováním čínské armády.

## Život
Narodil se v rodině floridského lékaře. V roce 1910 se oženil s Winifred A. Smithovou.
Za první světové války sloužil u 4. sboru v hodnosti kapitána. S tímto sborem se podílel na útoku při bitvě u Saint Mihiel a bojoval také u Verdunu. Z fronty se vrátil již jako plukovník. Za tuto francouzskou službu byl také vyznamenán americkou Distinguished Service Medal. Studoval v Pekingu čínštinu a později ještě absolvoval štábní školu ve Fort Leavenworth. Od roku 1926 do roku 1929 sloužil u amerických sil v Číně. Po návratu pracoval ve Fort Benning ve funkci instruktora. Po roce 1935 byl přidělen jako vojenský atašé do Číny.
V roce 1939 se navrátil zpět do USA a začal pracovat u 2. a 7. divize. Po vstupu USA do druhé světové války v roce 1940 začal opět pracovat v Číně, od roku 1942 ve funkci náčelníka Čankajškova štábu. Zároveň začal pracovat jako velitel amerických vojsk operujících v Číně, Indii a Barmě. Po porážce v Barmě začal prosazovat reformu čínské armády. Postupem času začal mít spory s Čankajškem a to vyvrcholilo Stilwellovým odvoláním z Číny 18. října 1944. Později ještě krátce vedl 10. armádu při bitvě o Okinawu, když původního velitele generála Bucknera zabil dělostřelecký granát. Z druhé světové války se také zachovalo mnoho z jeho deníků.
V roce 1946 zemřel ve věku 63 let na rakovinu žaludku v Lettermanově vojenské nemocnici. Americký deník The New York Times druhého dne referoval: „General Stilwell zemřel; čínsko-barmský hrdina velící 6. armádě“. Jeho tělo bylo po zpopelnění uloženo do moře. Roku 2000 byla v USA vydána 10centová známka s jeho portrétem. Je mu také od roku 1991 věnováno muzeum v Čchung-čchingu. Jeho syn Joseph Stilwell byl také vojenským velitelem.